# Ernst Carl Külbel
Ernst Carl Külbel (* 1794; † 1879) war ein deutscher Unteroffizier im Braunschweigischen Leibbataillon unter dem „Schwarzen Herzog“, Friedrich Wilhelm von Braunschweig-Wolfenbüttel-Oels. Er nahm am 16. Juni 1815 an der Schlacht bei Quatre-Bras und am 18. Juni 1815 an der Schlacht bei Waterloo teil. Bei Quatre-Bras trug er den tödlich verwundeten Herzog gemeinsam mit zwei Kameraden aus der Feuerlinie. Seine Erlebnisse an jenem Tag hielt der spätere Tischlermeister in einem kurzen Text fest, der im Sommer 1860, 45 Jahre nach dem Tod des Herzogs, zu einem Prozess wegen Verleumdung und Ehrenkränkung gegen Külbel führte.

## Leben

### Teilnahme an der Schlacht bei Quatre-Bras und Tod des „Schwarzen Herzogs“

Einsatz des Braunschweigischen Leibbataillons sowie Verwundung und Tod des Schwarzen Herzogs (Karte von Külbel)

Das Haus, in dem der Schwarze Herzog starb (Foto um 1890)

Der 21-jährige Külbel war zur Zeit der Schlacht Korporal der 2. Kompanie des Leibbataillons. Als der Herzog während der Kämpfe gegen 18:00 Uhr von einer Kugel getroffen vom Pferd stürzte und schwer verwundet zwischen der heranstürmenden französischen Kavallerie und der Schützenlinie des Leibbataillons liegen blieb, griff sich Külbel den Jäger Reckau und den Hornisten Aue(r), um den Verwundeten zu bergen und ihn nicht den Franzosen zu überlassen. Ihre Gewehre als Trage nutzend, brachten sie ihn gemeinsam hinter die deutschen Linien. Der Herzog war noch einige Mal bei Bewusstsein, bat unter anderem um Wasser und fragte den später eintreffenden Major Friedrich Ludwig von Wachholtz nach dem militärischen Stellvertreter des Herzogs, dem Obristen Johann Elias Olfermann, bevor er wenig später in einem Bauernhaus nahe dem Schlachtfeld seinen Verletzungen erlag.
Wegen des heftigen Kampfes war das Geschehen rund um die Verwundung des Herzogs nur von wenigen beobachtet worden und nur wenige wussten, wer der Verletzte war und wer diejenigen waren, die den Herzog hinter die Braunschweigischen Linien getragen hatten. Dies führte dazu, dass die Tat von Külbel, Reckau und Aue(r) bald in Vergessenheit geriet, da sich die Augenzeugen im Laufe der Zeit nicht mehr an das Ereignis erinnerten und nach und nach verstarben.
Oberst Olfermann beschrieb die Ereignisse noch am Abend der Schlacht in seinem Bericht vom Schlachtfeld an das Fürstliche Geheime Rats-Kollegium zu Braunschweig, erwähnte dabei aber lediglich die Anwesenheit von Wachholtz, nicht aber namentlich die weiteren Personen. Olfermann selbst war nicht anwesend gewesen, da er sich zu diesem Zeitpunkt auf einem entfernteren Teil des Schlachtfeldes befand. In späteren Jahren führte dies dazu, dass der Eindruck entstand, Wachholtz hätte den Verwundeten in Sicherheit hinter die deutschen Linien gebracht. Wachholtz wiederum scheint dem nicht widersprochen zu haben und veröffentlichte im Jahr darauf seinen eigenen Erlebnisbericht unter dem Titel Geschichte des Herzoglich-Braunschweigischen Armeekorps in dem Feldzuge der alliirten Mächte gegen Napoleon Bonaparte im Jahre 1815. Von einem Officier des Generalstabes. Er beschrieb darin ebenfalls die Todesumstände des Herzogs, erwähnte dabei aber nur namentlich sich selbst, wobei er von sich in der dritten Person sprach.
Johann Sporschil hingegen erwähnte 1840 in seinem Werk Neues Heldenbuch für die Deutsche Jugend enthaltend die Großthaten der Deutschen in den Befreiungskriegen von 1813, 1814 und 1815 explizit die Leistung von Külbel, Reckau und Aue (sic!). Auch in Wilhelm Teichmüllers 1858 veröffentlichtem Buch über die Geschichte des Leibbataillons wurden die drei als diejenigen genannt, die den Herzog bargen.

### Johann Friedrich Matthäis Gemälde „Tod des Schwarzen Herzogs“

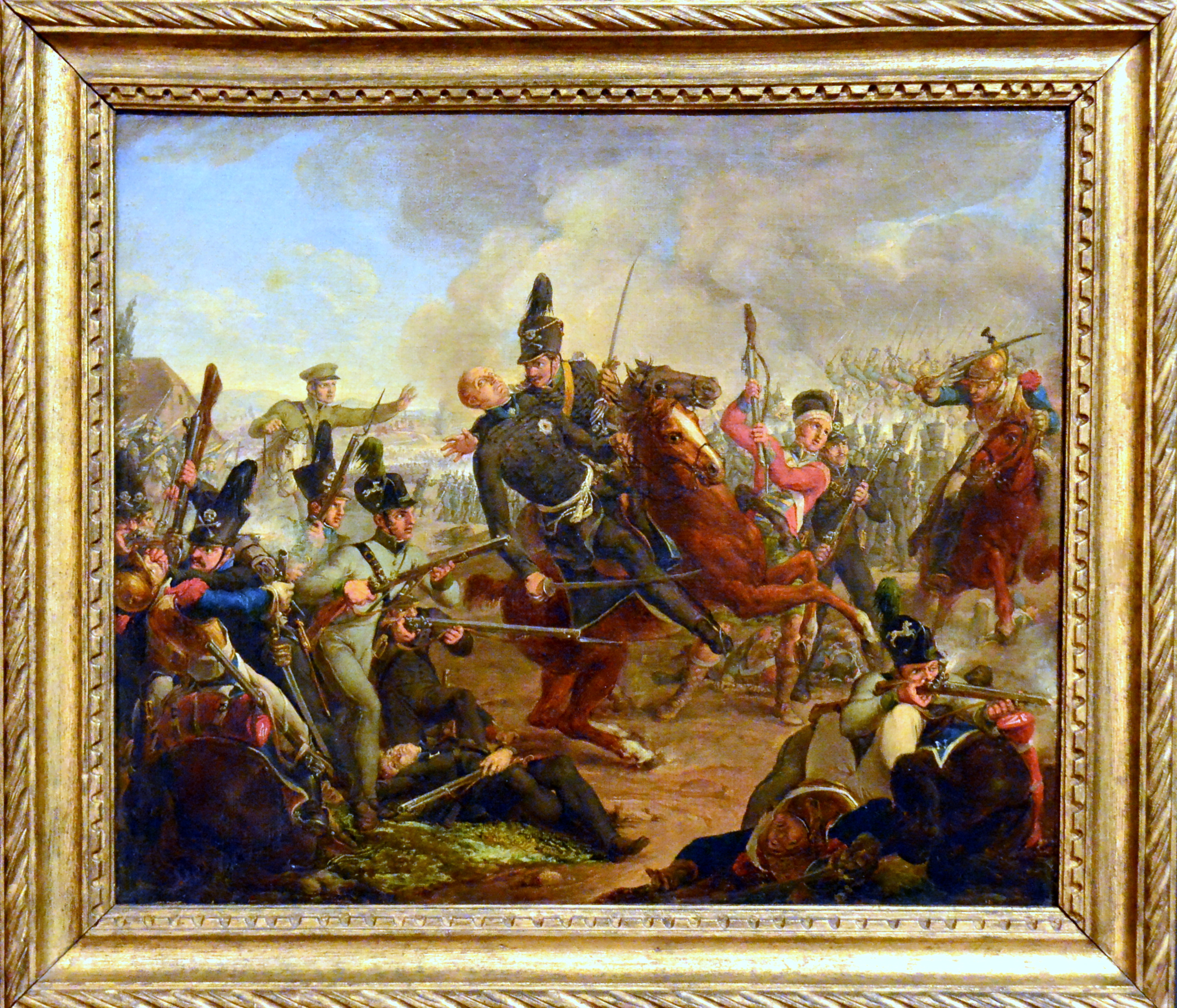
Friedrich Matthäis „Tod des Schwarzen Herzogs“, entstanden erst ca. 20 Jahre nach der Schlacht, führte im Sommer 1860 zu einem Prozess um die Todesumstände des Herzogs.

Die Schilderungen von Olfermann und Wachholtz scheinen die weiter verbreiteteren gewesen zu sein und fanden im Laufe der Jahrzehnte Widerhall in der „vaterländischen“ Literatur und in der Folge auch in verschiedenen künstlerischen Darstellungen, so z. B. von Franz Joseph Manskirch oder Dietrich Monten, aber auch im Ausland, so bei dem englischen Maler William Heath.
Um 1835 schuf der Dresdner Professor Johann Friedrich Matthäi ein Gemälde für die „Waterloo-Galerie in London“ (wohl die Galerie, die sich in Wellingtons Londoner Wohnsitz, Apsley House befindet). Er nannte es „Tod des Schwarzen Herzogs“. Dieses Bild wurde um 1835 in einer Ausstellung zum Gedenken an den Schwarzen Herzog in der Braunschweiger Aegidienkirche, die damals nicht als Kirche, sondern als Ausstellungsraum genutzt wurde, ausgestellt.
Külbel erfuhr von dem Gemälde und ging in die Ausstellung, um es in Augenschein zu nehmen. Zu seiner großen Überraschung stellte er fest, dass das Dargestellte überhaupt nicht den historischen Fakten entsprach, die Külbel als unmittelbar Beteiligter des Geschehens kannte. Nicht nur hatte Matthäi das Leibbataillon als in Auflösung und Flucht begriffen dargestellt, was Külbel vehement bestritt, er urteilte darüber hinaus:

„Das Bild stellte einen völligen Paradezug dar; der Durchlauchtigste Herzog, umgeben von seinem Generalstabe, wie bei einem großen Manöver, nahm das Centrum ein; die Blässe des Gesichts zeigte an, daß der Augenblick seiner Verwundung gewählt war. Er sinkt nach der Idee des Malers oder seines Berichterstatters den Herren v. Wachholz und v. Bause in die Arme. – Waren diese Herren gegenwärtig gewesen? Hatten sie dem Durchlauchtigsten Herrn in diesem gefahrvollen Augenblicke zur Seite gestanden? – Ich muß diese Fragen entschieden verneinen, denn außer mir und meinen Gefährten war Niemand zugegen.“

Külbel, der 1816, nach vier Jahren Dienst, seinen Abschied vom Leibbataillon genommen hatte und anschließend in Braunschweig als Tischler arbeitete, hatte seine Erlebnisse um den Tod des Herzogs bereits bei Vorträgen, z. B. vor dem Bürgerverein, öffentlich geschildert. Auch andere Teilnehmer, wie z. B. Major Wachholtz, hatten ihre Erlebnisse niedergeschrieben. Wachholtz beschrieb 1816 die Situation kurz nach der Verwundung des Herzogs wie folgt, wobei er von sich selbst in der dritten Person sprach und das Geschehnis so schilderte, als habe er den Befehl erteilt, den Verwundeten in Sicherheit zu bringen:

„[…] als er [der Herzog] den Schuß erhielt, der ihn vom Pferde warf. Zufällig waren fast alle Officiers seines Stabes entfernt, bloß Major von Wachholz befand sich in der Nähe und ließ ihn sogleich durch einige Leute des Leib-Bataillons, die ihn schon aufgenommen hatten, über die Straße hinter die Linie zurücktragen.“

### Schilderung der Todesumstände des Herzogs  durch Külbel 1859

Titelblatt von Külbels 1859 erschienener Schrift: Die letzten Augenblicke unsers Durchlauchtigsten Herzogs Friedrich Wilhelm bei Quatrebras, den 16. Juni 1815. Die 2. Auflage erschien 1865 zum 50. Jahrestag.

1859, anlässlich der 50-Jahr-Feier des Gefechtes bei Ölper und des Zuges durch Norddeutschland der Schwarzen Schar unter dem „Schwarzen Herzog“ Friedrich Wilhelm von Braunschweig im Sommer 1809, veröffentlichte Külbel eine Schilderung der letzten Momente im Leben des Herzogs, die er Die letzten Augenblicke unsers Durchlauchtigsten Herzogs Friedrich Wilhelm bei Quatrebras, den 16. Juni 1815. nannte. Külbel tat dies, um die Ereignisse aus der Sicht eines Augenzeugens zu schildern. Im Vorwort seines Berichtes heißt es denn auch:

„[…] um einer nicht ganz vor Irrthümern freien Darstellung dieser Augenblicke entgegenzutreten, wie sie beispielsweise auch in dem Feldzuge von Waterloo von C. Matthias, pag. 33, unter Benutzung nicht ganz wahrheitsgemäßer Quellen sich wieder vorfindet. Es muß hier nochmals ausdrücklich daran erinnert werden, daß jenes bekannte bei C. W. Ramdohr in Braunschweig erschienene Bild nicht die geringste historische Treue für sich hat.“

Nach Külbels Schilderung waren Wachholtz und auch andere auf dem Gemälde abgebildete Offiziere nicht einmal in der Nähe des Geschehens. Wachholtz befand sich zu der Zeit auf einer entfernteren Straße und traf erst Minuten später und zu Fuß ein, als Külbel und seine zwei Kameraden Reckau und Aue(r) den schwer verletzten und bewusstlosen Herzog auf einer improvisierten Trage aus Gewehren auf der Straße von Namur nach Nivelles transportierten. Als Wachholtz fragte, wer der Verletzte sei, wurde ihm mitgeteilt, dass es Herzog Friedrich Wilhelm sei.
Nachdem der Herzog, der gelegentlich wieder zu Bewusstsein kam und einige Worte sprach, zunächst auf freiem Feld, unweit der Stelle, an der er vom Pferd gestürzt war, gelagert wurde, transportierte man ihn, als der Granatenbeschuss stärker wurde, in ein nahe gelegenes Bauernhaus, „La Baraque“ genannt. Dort verstarb er bald darauf in Anwesenheit von Stabsarzt August Pockels, der den Tod offiziell feststellte.

### Prozess und Urteil
Die Veröffentlichung von Külbels Tatsachenbericht im Jahre 1859 sowie seine Vorträge über die Geschehnisse um den Tod des Braunschweigischen Herzogs in den Jahrzehnten zuvor führten in Verbindung mit Külbels harscher Kritik an der künstlerischen Darstellung durch Johann Friedrich Matthäi im Sommer 1860 zu einer Anklage wegen „Ehrenkränkung“ vor dem Gericht in Braunschweig. Kläger war Oberstleutnant Robert von Wachholtz, der Sohn des 1841 verstorbenen Generals Friedrich Ludwig von Wachholtz. Er hatte Külbel unter anderem wegen Beleidigung und Verleumdung des Ansehens seines Vaters angezeigt.
Als in besonderem Maße beleidigend gab Wachholtz zwei Passagen aus Külbels Text an, den dieser bereits um 1835 verfasst hatte und der unter anderem in der Zeitschrift Eremit veröffentlicht worden war. In der einen schilderte Külbel, dass sich Friedrich Ludwig von Wachholtz zum Zeitpunkt des Todes des Herzogs weit entfernt auf einer Straße befunden hatte und damit nicht, wie von Wachholtz selbst 1816 beschrieben, in unmittelbarer Nähe zum Herzog. In der zweiten Passage schilderte Külbel folgende Begebenheit nach der Veröffentlichung seines Berichtes:

„Etliche Tage nachher kam der General v. Wachholz zu mir und stellte ein Verlangen an mich, dessen Annahme meine ganze bürgerliche Ehre in Frage gestellt hätte, und welches ich daher mit Entrüstung zurückwies; denn meine Ehre mußte mir um so lieber sein, da ich sie unbefleckt wußte.“

Da der Jäger Reckau verschollen war und der Hornist Aue(r) bereits verstorben, stand nur noch Külbel selbst als Augenzeuge zur Verfügung. Nach der Beweisaufnahme stellte das Gericht in der Urteilsbegründung am 4. Juli 1860 fest, dass sämtliche Angaben Külbels korrekt seien bzw. keinerlei Vorsatz seitens des Angeklagten erkennbar sei, dass er den Vater des Klägers habe beleidigen oder verleumden wollen. Külbel wurde in der Folge freigesprochen.